# 虚拟国际规范文档
虚拟国际规范文档（英語：Virtual International Authority File）是一个国际性的规范文档。该项目联合了许多国家图书馆，由线上电脑图书馆中心（OCLC）负责运营。此项目最初是为连接德意志国家图书馆、美国国会图书馆与OCLC的规范文档而建的，其目标是连接世界各国的规范文档，使之成为一个统一的虚拟规范文档。该项目的规范记录可在网上免费检索。

## 成员
- 新亚历山大图书馆
- 澳大利亚国家图书馆
- 法国国家图书馆
- 德意志国家图书馆
- 以色列国家图书馆
- 意大利联合目录中心
- 葡萄牙国家图书馆
- 瑞典皇家图书馆
- 瑞士国家图书馆
- 西班牙国家图书馆
- 捷克国家图书馆
- 美国盖提研究中心
- 美国国会图书馆
- 梵蒂冈教廷图书馆
- 日本國會圖書館
- 韓國國立中央圖書館
- 中華民國國家圖書館（臺灣書目整合查詢系統系統號）